# Alcatraz Metal Festival
L'Alcatraz Metal Festival, ou simplement Alcatraz, est un festival belge de heavy metal et hard rock. Il est organisé à Deinze jusqu'en 2012, et depuis 2013 à Courtrai. Le festival a accueilli bon nombre de groupes comme Nightwish, Kreator, Saxon, et Twisted Sister.
Le festival organise aussi toute une série de clubshows, des petits concerts à travers la Flandre au cours de l'année.

## Histoire

### Premières éditions (2008–2012)
À l'origine, le festival était un festival en salle et se déroulait au Brielpoort à Deinze, en Belgique. Lors des premières éditions, des groupes populaires tels que Doro, Saxon, Kreator, Epica, Helloween, etc.. étaient déjà programmés.

### Courtrai (2013–2020)

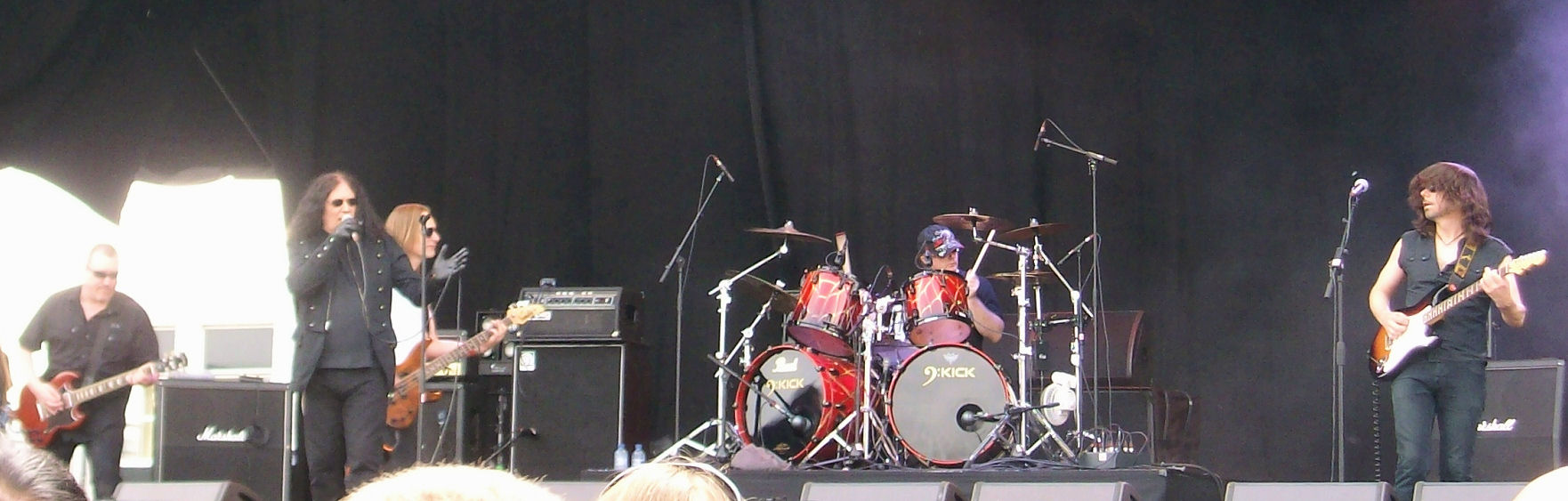
Le groupe britannique Satan à l'édition 2013.

En 2013, le festival déménage sur le site de Vives à Courtrai et devient un festival en plein air. Cette année-là, Channel Zero est programmé, mais le groupe doit annuler sa prestation en raison du décès de son batteur, Phil Baheux. Le groupe est donc réinscrit à l'édition suivante pour cette raison.
Après deux éditions sur le terrain de Vives, le festival doit chercher un nouvel emplacement car un parking allait être construit sur le terrain de Vives. L'administration communale souhaitait que le festival se tienne à Courtrai et a aidé à trouver une solution. Cette solution est trouvée sur le terrain du campus sportif situé dans le quartier de Lange Munte, à Courtrai. Le thème fixe du festival est, comme son nom l'indique, une prison. La tour de production prend par exemple la forme d'une tour de guet.
En 2016, l'organisation achète les deux chapiteaux du cirque Herman Renz en faillite. En 2017, le festival fête sa 10e édition avec une deuxième scène, la Swamp Stage, et une journée de festival supplémentaire est ajoutée, faisant d'Alcatraz le deuxième plus grand festival de metal en Belgique.

### Pandémie de Covid-19 (2020)
En 2020, l'organisation a dû annuler une édition pour la première fois en raison de l'interdiction des événements de masse pendant la pandémie de Covid-19. Pour la remplacer, l'organisation, avec 12 autres festivals de heavy metal en Europe, forme l'European Metal Festival Alliance pour organiser un festival virtuel. Pendant le livestream, des enregistrements de performances réalisées lors des éditions précédentes des festivals participants sont diffusés, ainsi que de nouvelles performances enregistrées spécifiquement pour ce livestream. Amenra, par exemple, a profité de l'occasion pour enregistrer un nouveau set sur le site du festival d'Alcatraz. L'enregistrement DVD de la performance d'Avatar en 2019 a également été projeté.

### Expansion (depuis 2021)
Avant l'édition 2021, il est annoncé qu'une quatrième journée serait organisée pour accueillir les groupes annulés en 2020. En raison des mesures prises, il a longtemps été difficile de savoir si ce plan pouvait être mis en œuvre. Finalement, le festival a quand même lieu, à condition que tous les participants présentent un test PCR négatif de moins de 72 heures. Le quatrième jour est toutefois annulé, ce qui contraint les organisateurs à réserver certains groupes pour l'édition suivante.
Cette annulation est suivie par l'introduction d'une quatrième scène, Helldorado, en 2022. L'introduction de cette nouvelle scène est reportée à plusieurs reprises en raison de la pandémie. Sur cette scène, un sous-genre différent est à l'honneur chaque jour.

## Programmations

### 2008
Le festival a lieu le dimanche 27 juillet dans la salle Brielpoort à Deinze.
| Dimanche 27 juillet                                                                     |
| Main Stage                                                                              |
| Doro Exodus Legion of the Damned Benedictum Mortal Sin The Lucifer Principle Trenchfoot |

### 2009
Le festival a lieu le dimanche 8 août. Le site s’agrandit avec l'ajout d'une seconde scène nommée la Club Stage.
| Dimanche 8 août                                                    |                                                                          |
| Main Stage                                                         | Club Stage                                                               |
| Saxon Testament Ross the Boss Helstar Agent Steel Onslaught Killer | The Lucifer Principle Spoil Engine Virus IV The Difference Sanity's Rage |

### 2010
Le festival a lieu le samedi 7 août.
| Samedi 7 août                                                    |                                                        |
| Main Stage                                                       | Club Stage                                             |
| Kreator Epica Moonspell Pretty Maids Demonica Raven Lizzy Borden | Evile Gunslinger Cirrha Niva Evil Shepherd Powerstroke |

### 2011
Le festival a lieu le samedi 27 août.
| Samedi 27 août                                                     |                                                                                         |
| Main Stage                                                         | Tent Stage                                                                              |
| Helloween Death Angel U.D.O. Forbidden Helstar Anacrusis After All | Vicious Rumors Where Angels Suffer Communic Izegrim Emperors of Decay Guilty as Charged |

### 2012
Le festival a lieu le dimanche 12 août et repasse à une seule scène.
| Dimanche 12 août                                                       |
| Main Stage                                                             |
| Immortal Iced Earth Testament Primordial Crimson Glory Hell Warbringer |

### 2013
Le festival a lieu le samedi 10 août. Cette édition marque un changement de lieu, car le festival se déroule, désormais, en plein air sur le Katho Festivalterrein à Courtrai.
| Samedi 10 août                                                       |
| Prison                                                               |
| Nightwish Anthrax Doro Exodus Death Angel Vicious Rumors Satan Fozzy |

### 2014
Le festival a lieu du vendredi 8 au samedi 9 août à Courtrai. Pour la première fois, le festival se déroule sur deux journées.
| Vendredi 8 août                                                                      |
| Prison                                                                               |
| Marilyn Manson Cradle of Filth Life of Agony Lacuna Coil Hellyeah Avatar Diablo Blvd |

| Samedi 9 août                                                                                 |
| Prison                                                                                        |
| Twisted Sister W.A.S.P. Channel Zero Sacred Reich Arch Enemy Prong Xentrix Toxik Four By Fate |

### 2015
Le festival a lieu du samedi 8 au dimanche 9 août.
| Samedi 8 août |
| Prison |
| Nightwish Trivium W.A.S.P. Overkill Michael Schenker's Temple of Rock Queensrÿche Moonspell Death Angel Armored Saint Wolf |

| Dimanche 9 août                                                                |
| Prison                                                                         |
| Sabaton Venom Accept Behemoth Carcass Annihilator Death to All Powerwolf D-A-D |

### 2016
Le festival a lieu du samedi 13 au dimanche 14 août.
| Samedi 13 août |
| Prison |
| Within Temptation Whitesnake Airbourne Ministry Anthrax Triptykon Avatar Candlemass The Answer Metal Church Thundermother |

| Dimanche 14 août |
| Prison |
| Twisted Sister Avantasia Kreator Soulfly Children of Bodom Lita Ford Korpiklaani DevilDriver Exodus Flotsam and Jetsam |

### 2017
Le festival a lieu du vendredi 11 au dimanche 13 août. Pour la première fois, le festival se déroule sur trois jours et ajoute une seconde scène nommée le Swamp.
| Vendredi 11 août                    |                                                 |
| Prison                              | Swamp                                           |
| Ghost Krokus Pretty Maids Dyscordia | Dirkscheiner Denner-Shermann Hell Evil Invaders |

| Samedi 12 août                                                              |                                                                                            |
| Prison                                                                      | Swamp                                                                                      |
| Saxon Venom Testament Iced Earth Last in Line Death Angel Sweet Savage Rage | Abbath Wolves in the Throne Room Sleep Obituary Brant Bjork High on Fire Monkey3 King Hiss |

| Dimanche 13 août                                                   |                                                                                |
| Prison                                                             | Swamp                                                                          |
| Korn Amon Amarth Doro Trivium Life of Agony Sacred Reich UFO Raven | Paradise Lost Moonspell I Am Morbid Enslaved Asphyx Dr. Living Dead! Carnation |

### 2018
Le festival a lieu du vendredi 10 au dimanche 12 août.
| Vendredi 10 août                                                            |                                                                                   |
| Prison                                                                      | Swamp                                                                             |
| Brides of Lucifer Status Quo Dee Snider Ross the Boss Diablo Blvd The Quill | Amorphis Bizkit Park Venom Inc. Suicidal Angels The Atomic Bitchwax Pro-Pain Bark |

| Samedi 11 août                                                                                             |                                                                                                |
| Prison | Swamp                                                                                          |
| Limp Bizkit Dimmu Borgir Epica Mr. Big Phil Campbell and the Bastard Sons Battle Beast Armored Saint Fozzy | Ufomammut Satyricon DevilDriver Municipal Waste Sólstafir Orange Goblin Act of Defiance Crisix |

| Dimanche 12 août                                                      |                                                                                                 |
| Prison                                                                | Swamp                                                                                           |
| Helloween In Flames Behemoth Alestorm Sepultura Inglorious Orden Ogan | Ministry Cannibal Corpse Alcest The Black Dahlia Murder Primordial Exhorder Gruesome Pestilence |

### 2019
Le festival a lieu du vendredi 9 au dimanche 11 août. Le festival s'agrandit avec l'ajout d'une troisième scène nommée La Morgue.
| Vendredi 9 août                                                                     |                                                                                  |                                                                        |
| Prison                                                                              | Swamp                                                                            | La Morgue                                                              |
| Saxon Uriah Heep Queensrÿche Thy Art is Murder Firewind Helstar Wayward Sons Crobot | Opeth Vio-lence Sodom Napalm Death Myrkur Demolition Hammer Crystal Lake Nervosa | Cowboys and Aliens Wolvennest Maudlin An Evening with Knives Alkerdeel |

| Samedi 10 août                                                                    |                                                                                     |                                                         |
| Prison                                                                            | Swamp                                                                               | La Morgue                                               |
| Avatar Thin Lizzy U.D.O. Prong Crossfaith Sanctuary Of Mice and Men Bury Tomorrow | Amenra Mayhem Hypocrisy Flotsam and Jetsam Soilwork Fifth Angel Carnation Hell City | Spirit Psychonaut Black Mirrors Deserted Fear Speedözer |

| Dimanche 11 août                                                                         |                                                                                     |                                                            |
| Prison                                                                                   | Swamp                                                                               | La Morgue                                                  |
| Avantasia Meshuggah Powerwolf Rose Tattoo Sacred Reich Metal Church Anvil Alien Weaponry | Soulfly Rotting Christ Tesseract Deicide Decapitated Voivod Unleashed Off the Cross | Hemelbestormer MIAVA Tangled Horns Glowsun Fire Down Below |

### 2021
Le festival a lieu du vendredi 13 au dimanche 15 août.
| Vendredi 13 août |                                                                                                  |                                                                              |
| Prison | Swamp                                                                                            | La Morgue                                                                    |
| Epica At the Gates Tarja Kissin' Dynamite Unleash the Archers King Hiss Thundermother Channel Zero (New Set) DJ Kardy | Channel Zero (Old Set) Mayhem Moonspell Suicidal Angels Brutus The Vintage Caravan Black Mirrors | Killer Cyclone Ostrogoth White Heat Thorium Fireforce Drakkar Eternal Breath |

| Samedi 14 août                                                                                                   |                                                                                                 | |
| Prison | Swamp                                                                                           | La Morgue                                                                                          |
| Heilung Dirkschneider Orden Ogan Destruction Seven Witches Fleddy Melculy Burning Witches Spoil Engine Dyscordia | Emperor Hypocrisy Dark Tranquillity Bizkit Park Omnium Gatherum Funeral Dress Ryker's Necrotted | Monkey3 Cowboys and Aliens Alkerdeel Rawdriguez Feed Powerstroke Atomic Vulture Psychonaut Carneia |

| Dimanche 15 août                                                             |                                                                 |                                                                                                |
| Prison                                                                       | Swamp                                                           | La Morgue                                                                                      |
| Kreator Eluveitie Doro Jinjer Eclipse Raven Evil Invaders After All Russkaja | Amenra Stake Vio-lence Marduk Asphyx Artillery Sloper Loudblast | Wiegedood Bark Thurisaz Lalma Huracan Growing Horns Haester Tim's Favourite The Grave Brothers |

### 2022
Le festival a lieu du vendredi 12 au dimanche 14 août. Le festival s'agrandit à l'ajout d'une quatrième scène nommée Helldorado.
| Vendredi 12 août | |                                                                                                 | |
| Prison | Swamp | Helldorado                                                                                      | La Morgue                                                                                          |
| Accept Venom Inc The Darkness Stratovarius Vandenberg Unearth Uli Jon Roth The Night Flight Orchestra Warkings April Art | Mgła Napalm Death Dark Funeral Insomnium Cattle Decapitation Suicidal Angels Lorna Shore Bark Parasite Inc. | Sólstafir Voivod Igorrr Pentagram Vola Monolord Pallbearer Rivers of Nihil Hangman's Chair Urne | Peter Pan Speedrock King Buffalo My Sleeping Karma Dozer Stöner Wo Fat Your Highness Grotto Motsus |

| Samedi 13 août |                                                                                      | | |
| Prison | Swamp                                                                                | Helldorado | La Morgue |
| Behemoth Testament As I Lay Dying Amaranthe Life of Agony Evil Invaders Ill Niño Butcher Babies Dress the Dead Vended | Exodus Carcass Death Angel Vio-lence Eyehategod Exhorder Heathen Cyclone Powerstroke | Watain Enslaved Katatonia Der Weg Einer Freiheit Necrophobic Krisiun Harakiri for the Sky Uada Saille Mordkaul | Wolvennest Warhead Hemelbestormer Marche funèbre Woyote Hippotraktor Temptations for the Weak Fractured Insanity Von Detta |

| Dimanche 14 août |                                                                                               | | |
| Prison | Swamp                                                                                         | Helldorado                                                                                         | La Morgue |
| Arch Enemy Korpiklaani Tesseract Electric Callboy Gotthard Lacuna Coil Diamond Head Praying Mantis Bloodywood The Raven Age | Cannibal Corpse Abbath Aborted Suffocation Benediction Misery Index Panzerfaust 1914 Thanatos | Sick of It All Ignite Pro-Pain Satan D.R.I. Trauma Liar Funeral Dress Angel Crew Ethereal Darkness | Killthelogo Cobra the Impaler Bear Speed Queen My Diligence Wildheart Turbowarrior of Steel Darqo Lethal Injury |

### 2023
Le festival a lieu du vendredi 11 août au dimanche 13 août 2023.
| Vendredi 11 août | |                                                                                              |                                                                                            |
| Prison | Swamp                                                                                              | Helldorado                                                                                   | La Morgue                                                                                  |
| Michael Schenker Group Powerwolf Trivium Forbidden Bury Tomorrow Metal Church Rise of the Northstar Wind Rose Eleine | Dismember I Am Morbid Possessed Alkerdeel Immolation Unleashed Vomitory Frozen Soul Serial Butcher | Agnostic Front Converge Prong Terror Downset. Slapshot Death Before Dishonor Do or Die Drain | La Muerte Mad Sin Acid King Slomosa Psychlona Svalbard Kludde Gnome A Goat as Our Shepherd |

| Samedi 12 août                                                                                   | |                                                                                            | |
| Prison                                                                                           | Swamp | Helldorado                                                                                 | La Morgue                                                                                                   |
| KK's Priest Alestorm Biohazard Sepultura H.E.A.T. Dynazty Twilight Force Crystal Viper Iron Mask | Heaven Shall Burn Obituary Sodom Decapitated Shadow of Intent King 810 Predatory Void Brand of Sacrifice Maceration | Amorphis Godflesh The Exploited Belphegor Tribulation Taake Midnight Band Gaerea Yoth Iria | Exciter Riot V Jag Panzer Vicious Rumors Evil Dead Tygers of Pan Tang Angelus Apatrida Schizophrenia Hunter |

| Dimanche 13 août | |                                                                                       | |
| Prison | Swamp | Helldorado                                                                            | La Morgue |
| Electric Callboy Killswitch Engage Blind Guardian Gloryhammer Evil Invaders Bleed from Within Sacred Reich Grave Digger Annisokay | Hypocrisy Bloodbath Deicide Kataklysm Dying Fetus Gatecreeper Shirenc Plays Pungent Stench Archspire Serpents Oath | Cult of Luna Russian Circles Brutus Stake Elder Celeste Gaupa Psychonaut My Diligence | Holy Moses Depressive Age Gang Green Brutal Sphincter Reject the Sickness Hexa Mera Mantah Slaughter the Giant Aeveris |

### 2024
Le festival a eu lieu du vendredi 9 août au dimanche 11 août 2024.
| Vendredi 9 août                                                                                        | |                                                                                                 | |
| Prison                                                                                                 | Swamp | Helldorado                                                                                      | La Morgue                                                                                                 |
| Amon Amarth Saxon Channel Zero Beast in Black Feuerschwanz Orden Ogan Eclipse Massive Wagons Dyscordia | Cradle of Filth Paradise Lost Whitechapel Septicflesh Sadus Misery Index Mental Cruelty Skeletal Remains Dussekop | Life of Agony Madball The Ocean Sylosis Cro-Mags The Casualties Funeral Dress Mantah Fatal Move | Brant Bjork Trio Monkey3 Uada Hippotraktor Fen Fire Down Below The Killbots The Lucifer Principle X-Pozed |

| Samedi 10 août                                                                                      | |                                                                                         | |
| Prison                                                                                              | Swamp | Helldorado                                                                              | La Morgue |
| Europe Epica Testament Dio Disciples Spiritbox The Night Flight Orchestra Finntroll Raven Vengeance | Satyricon Watain Lord of the Lost Marduk Benediction Fleshgod Apocalypse Massacre Bodysnatcher Temptations for the Weak | Hatebreed Heideroosjes Red Fang Emmure Bizkit Park Fleedy Melculy Pro-Pain D.R.I. Ankor | Crippled Black Phoenix Truckfighters 1000mods Pothamus Thronehammer Rituals of the Dead Hand Arson Columbarium Secondhand Saints |

| Dimanche 11 août                                                                                 | | |                                                                                          |
| Prison                                                                                           | Swamp                                                                                                 | Helldorado                                                                                                | La Morgue                                                                                |
| Architects Gene Simmons Band Korpiklaani Exodus Jinjer Armored Saint Soil Audrey Horne After All | Opeth Mayhem Dark Tranquillity Terrorizer Aborted Legion of the Damned Left to Die Mordkaul Millhaven | Clutch Danko Jones Baroness Orange Goblin Green Lung Unto Others Conan Eternal Champion Cobra the Impaler | Heathen Cyclone Sacrifice Cirith Ungol Hirax Exumer Thorium Sanity's Rage Eternal Breath |